# Тальябуэ, Себастьян
Себастьян Лукас Тальябуэ (исп. Sebastián Lucas Tagliabué; род. 22 февраля 1985, Оливос, Буэнос-Айрес) — аргентинский и эмиратский футболист, нападающий сборной ОАЭ.

## Клубная карьера
Себастьян Тальябуэ начинал свою карьеру футболиста, выступая за аргентинский клуб «Атлетико Колехиалес». В 2008 году перешёл в клуб чилийской Примеры «Эвертон». 26 июля 2008 года сделал хет-трик в домашнем матче против «Депортес Ла-Серена», что, однако, не помогло «Эвертону» одержать победу, игра закончилась с необычным для футбола счётом 5:5. В начале 2009 года Тальябуэ стал игроком всё того же «Депортес Ла-Серена», а спустя год — колумбийского «Онсе Кальдас». В последнем он провёл лишь 5 матчей в колумбийской лиге, а летом 2010 года подписал контракт с саудовским «Аль-Иттифаком». В первом сезоне в Саудовской Аравии Тальябуэ забил 12 мячей в лиге, во втором сезоне — 9.
Летом 2012 года аргентинец перешёл в более именитый саудовский клуб «Аль-Шабаб», в составе которого с 19 голами стал лучшим бомбардиром чемпионата 2012/13. Среди этих мячей был и хет-трик, который он сделал 7 августа 2012 года в гостевом матче против «Аль-Фейсали». Летом 2013 года Тальябуэ подписал контракт с эмиратским клубом «Аль-Вахда», где по итогам чемпионата 2013/14 с 26 мячами в 25 играх занял второе место в списке бомбардиров. 23 ноября 2013 года Тальябуэ оформил хет-трик в домашней игре с «Аль-Джазирой», а 11 апреля 2014 года он сделал покер в домашнем матче с «Аджманом». В сезоне 2014/15 его результативность упала до 15 голов в 22 играх, а в следующем чемпионате ОАЭ с 25 мячами он стал его лучшим бомбардиром.